# Miguel da Fonseca
Miguel da Fonseca, también llamado Manuel da Fonseca, (¿? - siglo XVI; fl. 1540-1544) fue un compositor y maestro de capilla renacentista portugués.

## Vida
En la primera mitad de la década de 1540, Fonseca fue el primer maestro de capilla de la Catedral de Braga en ser conocido por su nombre. Probablemente fue llamado al cargo por el arzobispo Enrique I. Es de suponer que también trabajó para los obispos sucesores, Diogo II da Silva (1540-41) y Dom Duarte (1542/43), el hijo ilegítimo del rey Juan III de Portugal. A través de una carta del cabildo catedralicio al rey Juan III todavía se le puede documentar como maestro de capilla en 1544. Fonseca, junto con sus sucesores Pero de Gamboa y Lourenço Ribeiro, forma la escuela de compositores de Braga dentro de la polifonía vocal portuguesa. Durante los diez años de ausencia del arzobispo, el cabildo catedralicio se permitió una gran libertad creativa y encargó a Fonseca y a sus sucesores la composición de polifonías propias y no de misas ordinarias. En términos de recepción moderna, la escuela de Braga es, por supuesto, eclipsada por la posterior escuela de Évora en torno a Estêvão de Brito, Filipe de Magalhães, Duarte Lobo y Manuel Cardoso.

## Obra
Fonseca es conocido por sus composiciones transmitidas en el Liber Introitus. De las 85 composiciones corales de esta colección, 33 están asignadas por su nombre a Fonseca, pero razones estilísticas sugieren que el resto de la colección, a excepción de un Agnus Dei de Josquin Desprez, también son de Fonseca. Se conserva una copia de esta obra de 1615 en Braga. Su Beata viscera es probablemente una pieza del introito del rito de Braga que ya no se practica, tal como se transmite en un misal de 1498. Estilísticamente, sus composiciones muestran la influencia del teórico musical español Mateo de Aranda (alrededor de 1495-1548).